# Nucleoide

Célula procariótica (direita), mostrando o nucleoide em comparação com uma célula eucariótica (à esquerda) exibindo o núcleo.

O nucleoide (significa semelhante ao núcleo) é uma região de forma irregular dentro da célula de um procariota que contenha a totalidade ou a maior parte do material genético. Em contraste com o núcleo de uma célula eucariótica, ele não é rodeado por uma membrana nuclear. O genoma de organismos procarióticos encontra-se geralmente em forma circular, a parte de cadeia dupla do DNA, um dos quais pode existir múltiplas cópias em qualquer momento. O comprimento de um genoma varia amplamente, mas geralmente é de pelo menos alguns milhões de pares de bases.
Um genophore é o DNA de um procariota. É comumente referido como um cromossomo procariótico. O termo "cromossomo" é enganoso para um genophore porque o genophore carece de cromatina. O genophore é compactado por meio de um mecanismo conhecido como super-enrolamento, ao passo que um cromossomo é adicionalmente compactado através da cromatina. No entanto, muitos organismos procarióticos empregam algumas proteínas especializadas (que podem ser consideradas como proteínas "semelhante a histona"), a fim de organizar espacialmente o material genético de modo a que retrata o nucleoide como uma bolha desorganizada acaba por ser completamente enganadoras.
O genophore é circular na maioria dos procariontes e linear em muito poucos. Sua natureza circular permite que a replicação ocorra sem telômeros. Genophores são geralmente de um tamanho muito menor do que os cromossomos eucarióticos. Um genophore pode ser tão pequeno quanto 580,073 pares de bases (Mycoplasma genitalium), enquanto o genophore do organismo modelo E. Coli é de cerca de 4,6 milhões de pares. Muitos eucariotas (como as plantas e os animais) realizam genophores em organelas como mitocôndrias e cloroplastos. Essas organelas são muito semelhantes aos verdadeiros procariontes.

## Visualização
O nucleoide pode ser claramente visualizado em uma micrografia eletrônica de alta ampliação, onde, apesar de sua aparência podem diferir, é claramente visível contra o citosol. Às vezes até mesmo fios de que acredita-se ser DNA são visíveis. Através da coloração com a mancha de Feulgen, que é especificamente a mancha do DNA, o nucleoide também pode ser visto sob um microscópio de luz. A intercalação de DNA das manchas de DAPI e brometo de etídio são amplamente utilizados para a microscopia de fluorescência de nucleoides.